# アドルフ・ムジトー
アドルフ・ムジトー（フランス語: Adolphe Muzito、1957年2月12日 - ）は、コンゴ民主共和国の経済学者、政治家。第29代同国首相。

## 経歴
1957年2月12日、コンゴ共和国でKwilu群のGunguに生まれた。2007年に発足した政府において予算大臣を務め、その後2008年10月10日にジョゼフ・カビラ大統領（当時）により、首相に任命されその職を務め、率いる組織は副首相3人、大臣36人、副大臣14人の計53人で構成されていた。2012年3月6日に首相を辞職した。

## 関連
- Adolphe Muzito cabinet